# Egeusz
Egeusz (także Ajgeus, gr. Αἰγεύς Aigeús, łac. Aegeus) – w mitologii greckiej król Aten.
Uchodził za syna Pandiona i ojca (według innych wersji ojczyma) Tezeusza. Z Medeą, która była jego drugą żoną, miał syna Medosa.

## Mit
Jego syn Tezeusz brał udział w wyprawie na Kretę wraz z siedmioma młodzieńcami i siedmioma dziewicami, bądź według innego przekazu na Rodos, aby pokonać Minotaura. Przed wejściem do labiryntu Ariadna podarowała Tezeuszowi kłębek nici. Ojciec podarował Tezeuszowi przed wyprawą dwa żagle: czarny oraz czerwony. Okręt miał mieć żagiel czarny gdy syn jego zginie, a czerwony gdy będzie żywy. Tezeusz zapomniał o żaglu i nie zmienił go po wygranej bitwie. Mit mówi, że gdy Egeusz zauważył czarny żagiel na łodzi swego syna, rzucił się do morza i stąd wzięła się nazwa „Morze Egejskie”.